# Incendio forestal de Doñana de 2017

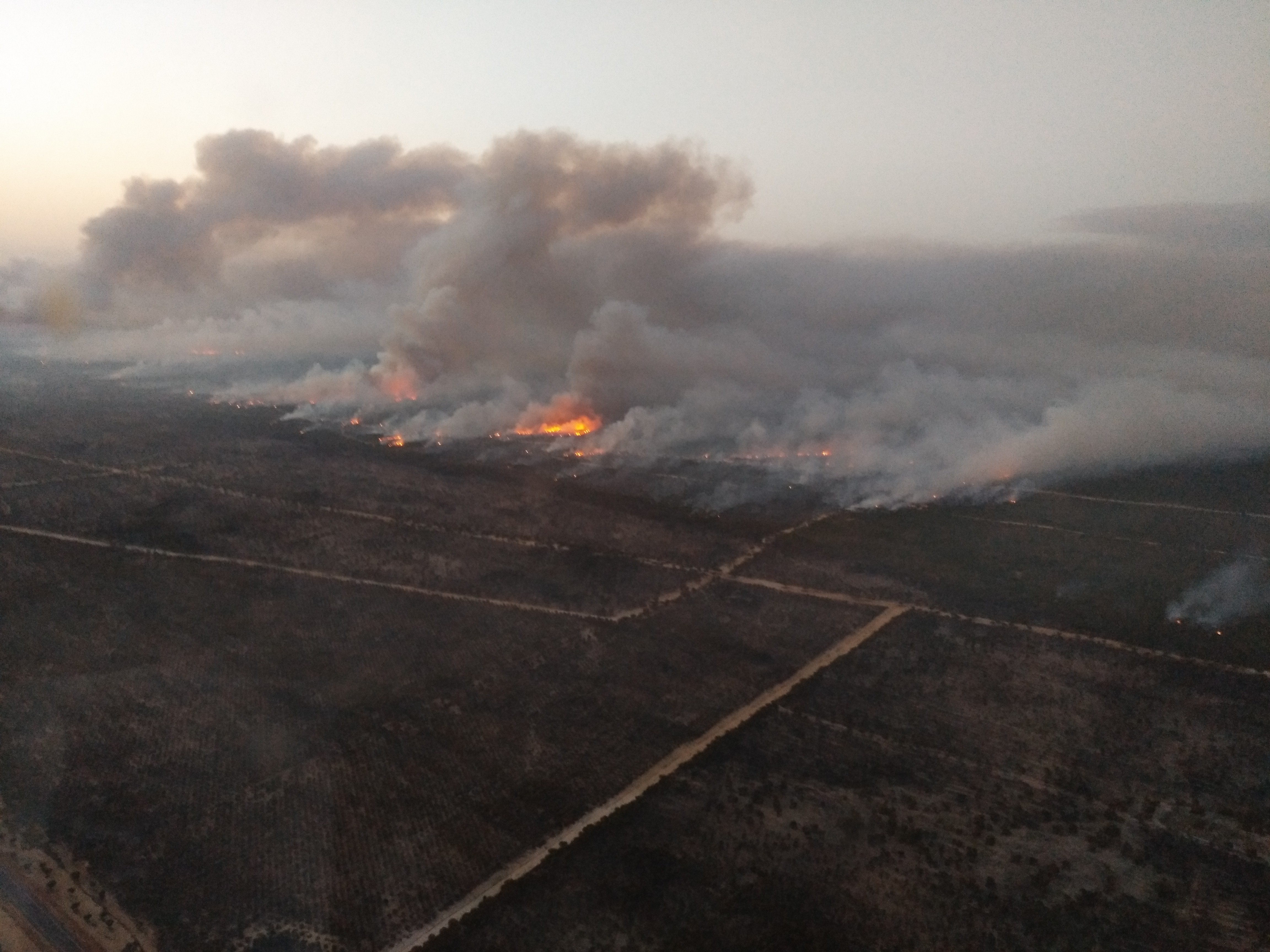
Vista aérea del incendio

El incendio de Doñana fue un incendio declarado el 24 de junio de 2017 en Mazagón, dentro de la zona correspondiente al término municipal a Moguer, Huelva, muy próxima al parque nacional de Doñana y viéndose también dicho parque afectado. El mismo, obligó al desalojo de alrededor de 2000 personas del Parador de Mazagón, el Centro de Experimentación de El Arenosillo, el Cámping Mazagón y el Cámping Doñana. El incendio comenzó a las 21:30 aproximadamente del sábado en el paraje La Peñuela de Moguer, una zona de pinar y agrícola del entorno del Espacio Natural de Doñana y se propagó rápidamente debido a las fuertes rachas de viento.
El domingo 25 de junio quedaron cortadas las carreteras de la zona, lo que aisló a 50 000 personas en Matalascañas. Además fue desalojado el Centro de Cría en Cautividad del lince ibérico «El Acebuche», trasladándose las crías a otros centros y liberándose los ejemplares adultos.
El incendio duró un total de 10 días, el 4 de julio quedó extinguido. El fuego se originó a causa de una negligencia de una carbonería debido al uso de hornos ilegales.

## Unidades intervinientes

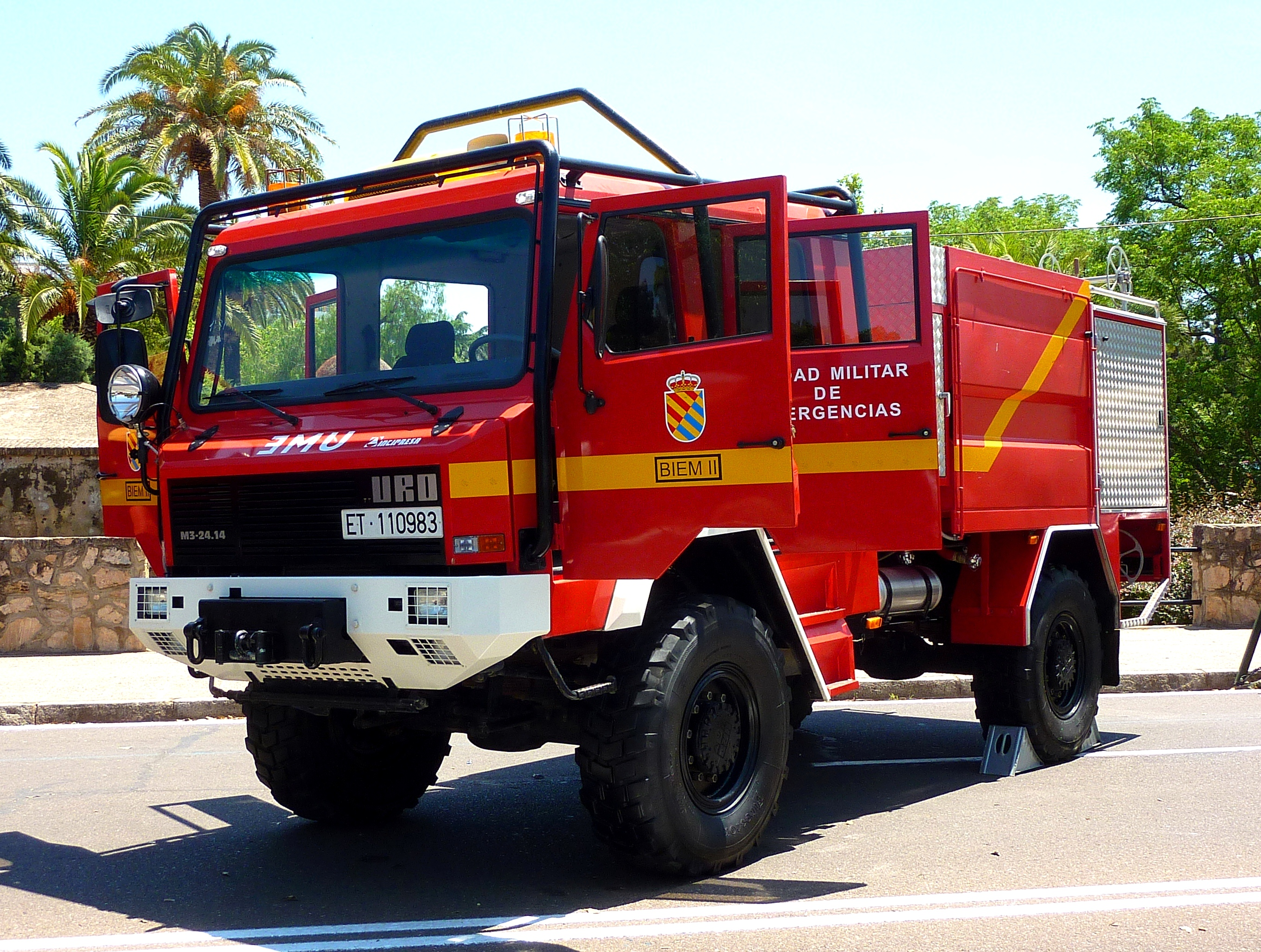
Autobomba de la UME.

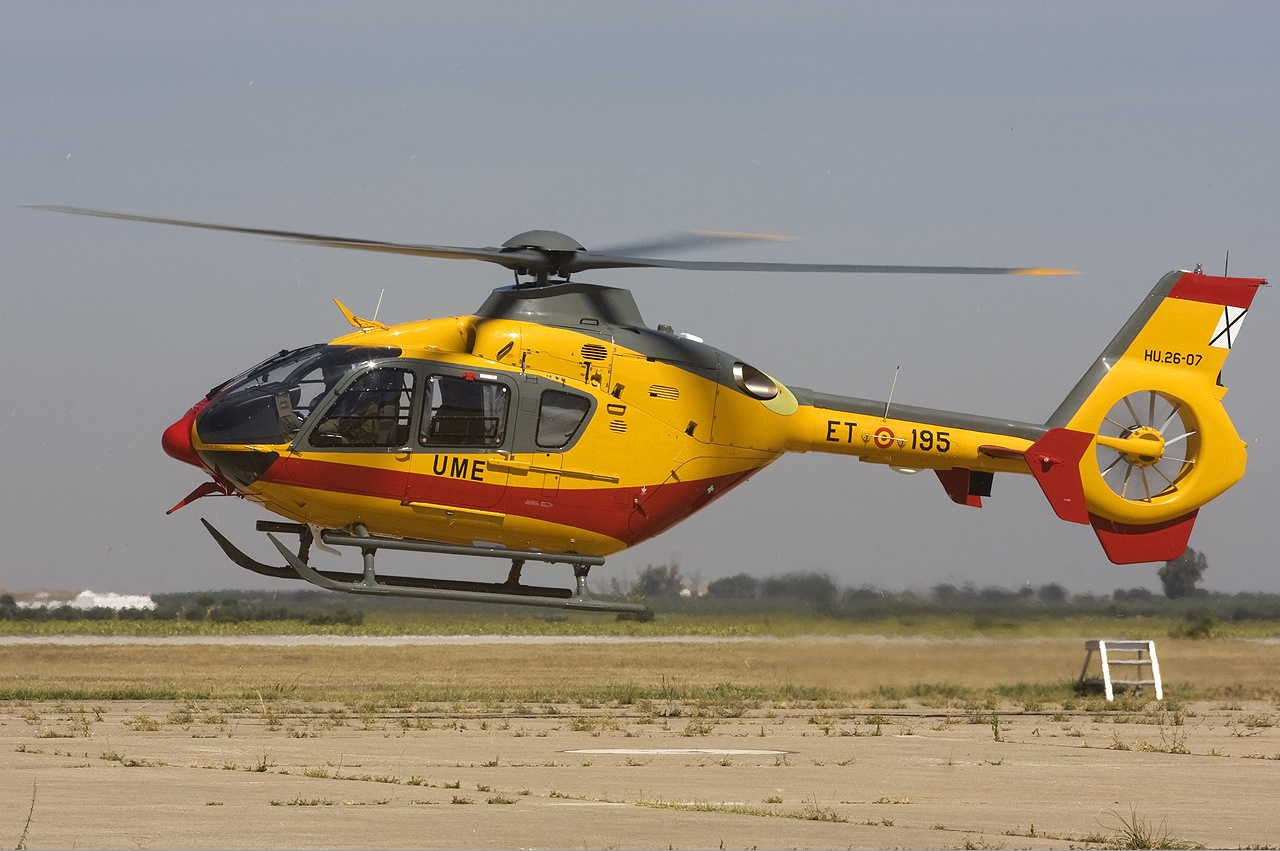
Helicóptero de la UME.

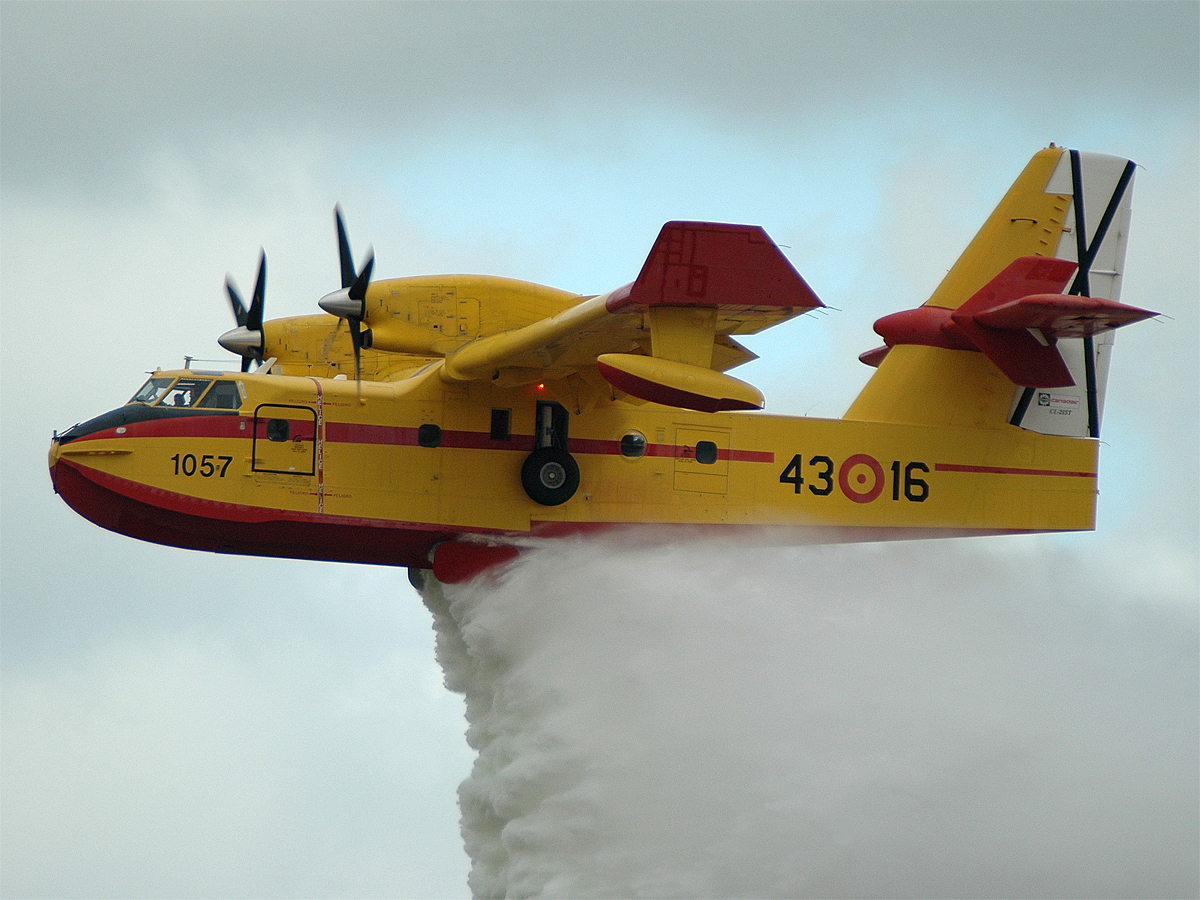
Avión anfibio del Ejército del Aire.

En el incendio se desplegó un importante operativo, compuesto por:
- Emergencias 112.
  - Puesto de Mando Avanzado.
  - Grupo de Emergencias de Andalucía (GREA).
- INFOCA.
  - 23 grupos especialistas.
  - 5 brigadas.
  - 18 autobombas.
  - 5 aviones de carga en tierra
  - 2 aviones de vigilancia y coordinación.
  - 6 helicópteros de transporte y extinción.
  - 2 helicópteros de gran capacidad.
- Ministerio de Medio Ambiente.
  - 4 aviones anfibios.
  - 2 helicópteros Kamov.
  - 2 aviones de carga en tierra.
  - 1 avión de observación y comunicaciones.
  - Unidad Móvil de Meteorología y Transmisiones (UMMT).
  - Agentes de Medio Ambiente.
  - Unidades Médicas de Incendios Forestales (UMIF).
  - Unidad Avanzada de Análisis y Seguimiento de Incendios Forestales (UNASIF).
- Unidad Militar de Emergencias.
  - 245 soldados.
  - 5 aviones Canadair ( Ejército del Aire)
  - 1 helicóptero EC-135.
  - 18 vehículos de maquinaria pesada.
- Consorcio de Bomberos de Huelva.
- Bomberos del Ayuntamiento de Huelva.
- Guardia civil.
- Unidad de Policía de la Comunidad Autónoma de Andalucía.
- Cruz Roja.
- Protección Civil.
- Empresa Pública de Emergencias Sanitarias de Andalucía.
- Policía local de Moguer.
- Policía local de San Juan del Puerto.

Emblema de la UME.
Emblema de la Guardia Civil.
Emblema de la Policía Nacional.
Emblema de la Cruz Roja.
Emblema de Protección Civil.